# Die 100 einflußreichsten Persönlichkeiten der Menschheitsgeschichte
Die 100 einflußreichsten Persönlichkeiten der Menschheitsgeschichte (The 100: A Ranking of the Most Influential Persons in History) ist der Titel eines Buches des amerikanischen Astrophysikers und White-Supremacy-Befürworters Michael H. Hart (* 1932), in dem er nach seinen Kriterien eine Rangliste der 100 einflussreichsten Menschen der Weltgeschichte aufstellt.
Das Buch wird seit seiner Erstveröffentlichung im Jahr 1978 stark diskutiert und kritisiert. Zur Positionierung Mohammeds an der Spitze der Liste kommentiert Hart: „Dass ich Mohammed die Liste der 100 einflussreichsten Personen der Weltgeschichte anführen lasse, wird einige Leser überraschen und durch andere in Frage gestellt werden. Aber er war der einzige Mann in der Geschichte, der sowohl auf religiösem als auch auf weltlichem Gebiet höchst erfolgreich war.“

## Die Top 100 laut Michael H. Hart
Die nach Michael H. Harts Einschätzung hundert einflussreichsten Menschen der Weltgeschichte:
| Rang | Name                         | Einfluss |
| ---- | ---------------------------- | --- |
| 1    | Mohammed                     | Stifter des Islam und arabischer Heerführer (Maghazi)                                                                                               |
| 2    | Isaac Newton                 | Physiker und Mathematiker, u. a. Infinitesimalrechnung und Klassische Mechanik                                                                      |
| 3    | Jesus von Nazaret            | Stifter des Christentums |
| 4    | Buddha                       | Stifter des Buddhismus |
| 5    | Konfuzius                    | Stifter des Konfuzianismus |
| 6    | Paulus von Tarsus            | Bedeutendster Missionar des Christentums |
| 7    | Cai Lun                      | Erfinder des Papiers |
| 8    | Johannes Gutenberg           | Erfinder des Buchdrucks mit beweglichen metallenen Lettern                                                                                          |
| 9    | Christoph Kolumbus           | Entdecker der Neuen Welt |
| 10   | Albert Einstein              | Physiker, u. a. Entwickler der Relativitätstheorie                                                                                                  |
| 11   | Louis Pasteur                | Chemiker, u. a. Begründer der Mikrobiologie |
| 12   | Galileo Galilei              | Mathematiker, Physiker und Astronom, gilt als Begründer moderner Naturwissenschaft                                                                  |
| 13   | Aristoteles                  | Philosoph, beeinflusste maßgeblich u. a. Wissenschaft, Politik, Religion und Ethik                                                                  |
| 14   | Euklid                       | Philosoph, u. a. euklidische Geometrie |
| 15   | Mose                         | Laut Bibel Anführer des Volkes Israel aus der Sklaverei in Ägypten                                                                                  |
| 16   | Charles Darwin               | Begründer der Evolutionstheorie |
| 17   | Qin Shihuangdi               | Gründer der chinesischen Qin-Dynastie und des chinesischen Kaiserreiches                                                                            |
| 18   | Augustus                     | Erster römischer Kaiser, Begründer der julisch-claudischen Kaiserdynastie                                                                           |
| 19   | Nikolaus Kopernikus          | Astronom, Arzt und Mathematiker, Begründer des heliozentrischen Weltbildes                                                                          |
| 20   | Antoine Laurent de Lavoisier | Chemiker, Mitbegründer der neueren Chemie |
| 21   | Konstantin der Große         | Römischer Kaiser, Wegbereiter der konstantinischen Wende                                                                                            |
| 22   | James Watt                   | Erfinder, Verbesserung der Dampfmaschine sorgte u. a. für Industrielle Revolution                                                                   |
| 23   | Michael Faraday              | Experimentalphysiker, Herausbildung der Elektroindustrie und der Theorie des Elektromagnetismus                                                     |
| 24   | James Clerk Maxwell          | Physiker, legte Grundstein für Elektrizitätslehre und Magnetismus, Begründer der Statistischen Mechanik                                             |
| 25   | Martin Luther                | Theologe, zentral für die Reformation und den Protestantismus                                                                                       |
| 26   | George Washington            | Erster Präsident der Vereinigten Staaten von Amerika                                                                                                |
| 27   | Karl Marx                    | Philosoph, Mitbegründer der Theorie des Sozialismus und Kommunismus, Religionskritiker und Kritiker der bürgerlichen Gesellschaft                   |
| 28   | Brüder Wright                | Pioniere der Luftfahrt |
| 29   | Dschingis Khan               | Vereinigung der mongolischen Stämme und Eroberung großer Teile Zentralasiens und Nordchinas als Großkhan der Mongolen                               |
| 30   | Adam Smith                   | Philosoph und Aufklärer, Begründer der klassischen Nationalökonomie                                                                                 |
| 31   | William Shakespeare          | Dramatiker, Lyriker und Schauspieler, bedeutender Dichter der Weltliteratur                                                                         |
| 32   | John Dalton                  | Wegbereiter der Chemie durch Untersuchungen zur Atomtheorie                                                                                         |
| 33   | Alexander der Große          | König von Makedonien, Ausbreitung seines Reiches nach Indien und Ägypten                                                                            |
| 34   | Napoleon Bonaparte           | Eroberung großer Teile Kontinentaleuropas, Prägung des modernen Zivilrechts durch Code Civil                                                        |
| 35   | Thomas Alva Edison           | Erfinder auf dem Gebiet der Elektrizität, grundlegende Erfindungen von elektrischen Konsumprodukten (Telekommunikation, elektrisches Licht)         |
| 36   | Antoni van Leeuwenhoek       | Naturforscher, Erbauer von Lichtmikroskopen |
| 37   | William Thomas Green Morton  | Zahnarzt, Pionier der Anästhesie und Begründer der modernen Narkose                                                                                 |
| 38   | Guglielmo Marconi            | Radiopionier, praktische Arbeiten zur Funktelegrafie                                                                                                |
| 39   | Adolf Hitler                 | Diktator des Deutschen Reiches, Auslöser des Zweiten Weltkrieges                                                                                    |
| 40   | Platon                       | Philosoph, beeinflusste maßgeblich u. a. Erkenntnistheorie, Ethik, Staatstheorie, Kosmologie und Metaphysik                                         |
| 41   | Oliver Cromwell              | Lordprotektor von England, Schottland und Irland, beendete Versuche, England in einen absolutistischen Staat umzuwandeln durch Hinrichtung Karls I. |
| 42   | Alexander Graham Bell        | Großunternehmer, Vermarktung der Idee des Telefons                                                                                                  |
| 43   | Alexander Fleming            | Mediziner und Bakteriologe, Entdecker des Antibiotikums Penicillin                                                                                  |
| 44   | John Locke                   | Philosoph, Vordenker der Aufklärung und Pionier des Liberalismus                                                                                    |
| 45   | Ludwig van Beethoven         | Komponist und Pianist, Wegbereiter der Musik der Romantik, führte die Wiener Klassik zu ihrem Höhepunkt                                             |
| 46   | Werner Heisenberg            | Physiker, formulierte die Heisenbergsche Unschärferelation                                                                                          |
| 47   | Louis Daguerre               | Pionier der Fotografie, Erfinder der Daguerreotypie                                                                                                 |
| 48   | Simón Bolívar                | Unabhängigkeitskämpfer, maßgeblich für die Befreiung südamerikanischer Länder von spanischen Kolonialherrschaft                                     |
| 49   | René Descartes               | Philosoph, Mathematiker und Naturwissenschaftler, Begründer des frühneuzeitlichen modernen Rationalismus und der analytischen Geometrie             |
| 50   | Michelangelo                 | Maler, Bildhauer, Architekt und Dichter, einer der bedeutendsten Künstler der italienischen Hochrenaissance                                         |
| 51   | Papst Urban II.              | rief zum ersten Kreuzzug auf |
| 52   | 'Umar ibn al-Khattab         | Zweiter Kalif; Erweiterung des muslimischen Reiches                                                                                                 |
| 53   | Ashoka                       | König von Indien, der zum Buddhismus konvertierte und ihn verbreitete                                                                               |
| 54   | Augustinus von Hippo         | Frühchristlicher Theologe |
| 55   | William Harvey               | beschrieb den Blutkreislauf; schrieb Abhandlungen über die Zeugung von Tieren, die Grundlage für die moderne Embryologie                            |
| 56   | Ernest Rutherford            | Physiker; Pionier der subatomaren Physik |
| 57   | Johannes Calvin              | Protestantischer Reformator; Begründer des Calvinismus                                                                                              |
| 58   | Gregor Mendel                | Mendelsche Genetik |
| 59   | Max Planck                   | Physiker; Thermodynamik |
| 60   | Joseph Lister                | Hauptentdecker der Antiseptika, die die Sterblichkeitsrate in der Chirurgie stark verringerten                                                      |
| 61   | Nikolaus August Otto         | baute den ersten Verbrennungsmotor mit vier Takten                                                                                                  |
| 62   | Francisco Pizarro            | Spanischer Eroberer in Südamerika; besiegte die Inkas                                                                                               |
| 63   | Hernando Cortes              | Eroberung Mexikos für Spanien; durch Krieg und Einschleppung neuer Krankheiten zerstörte er die aztekische Zivilisation weitgehend                  |
| 64   | Thomas Jefferson             | 3. Präsident der Vereinigten Staaten |
| 65   | Isabella I.                  | Spanische Herrscherin |
| 66   | Joseph Stalin                | Revolutionär und Herrscher der UdSSR |
| 67   | Julius Caesar                | Bedeutender Römischer Kaiser |
| 68   | Wilhelm der Eroberer         | legte den Grundstein für das moderne England |
| 69   | Sigmund Freud                | Begründer der Freudschen Schule der Psychologie/Psychoanalyse (d. h. der "Religion des Freudianismus")                                              |
| 70   | Edward Jenner                | Entdecker der Pockenimpfung |
| 71   | Wilhelm Conrad Röntgen       | Röntgenstrahlen entdeckt |
| 72   | Johann Sebastian Bach        | Komponist |
| 73   | Lao Tzu                      | Begründer des Daoismus |
| 74   | Voltaire                     | Schriftsteller und Philosoph; schrieb Candide |
| 75   | Johannes Kepler              | Astronom; Planetenbewegungen |
| 76   | Enrico Fermi                 | Initiator des Atomzeitalters; Vater der Atombombe                                                                                                   |
| 77   | Leonhard Euler               | Physiker; Mathematiker; Differential- und Integralrechnung und Algebra                                                                              |
| 78   | Jean-Jacques Rousseau        | Französischer deistischer Philosoph und Schriftsteller                                                                                              |
| 79   | Niccolò Machiavelli          | schrieb Il Principe (einflussreiche politische Abhandlung)                                                                                          |
| 80   | Thomas Malthus               | Wirtschaftswissenschaftler; schrieb den Essay über das Prinzip der Bevölkerung                                                                      |
| 81   | John F. Kennedy              | US-Präsident, der den ersten erfolgreichen Versuch von Menschen leitete, zu einem anderen "Planeten" zu reisen                                      |
| 82   | Gregory Pincus               | Endokrinologe; entwickelte die Anti-Baby-Pille |
| 83   | Mani                         | Begründer des Manichäismus, einst eine Weltreligion, die dem Christentum an Stärke ebenbürtig war                                                   |
| 84   | Lenin                        | Russischer Herrscher |
| 85   | Sui Wen Ti                   | vereinigte China |
| 86   | Vasco da Gama                | Seefahrer; entdeckte die Route von Europa nach Indien um das Kap der Guten Hoffnung herum                                                           |
| 87   | Kyros der Große              | Begründer des persischen Reiches |
| 88   | Peter der Große              | formte Russland zu einer großen europäischen Nation                                                                                                 |
| 89   | Mao Zedong                   | Begründer des Maoismus, der chinesischen Form des Kommunismus                                                                                       |
| 90   | Francis Bacon                | Philosoph; beschrieb die induktive wissenschaftliche Methode                                                                                        |
| 91   | Henry Ford                   | Entwicklung des Automobils; Errungenschaft in Fertigung und Montage                                                                                 |
| 92   | Mencius                      | Philosoph; Begründer einer Schule des Konfuzianismus                                                                                                |
| 93   | Zoroaster                    | Begründer des Zoroastrismus |
| 94   | Elisabeth I.                 | britischer Monarch; brachte die Kirche von England nach Königin Maria I. wieder an die Macht                                                        |
| 95   | Michail Gorbatschow          | Russischer Politiker, letzter Staatspräsident der UdSSR                                                                                             |
| 96   | Menes                        | vereinigte Ober- und Unterägypten |
| 97   | Karl der Große               | Gründung des Heiligen Römischen Reiches durch seine Taufe im Jahr 800 n. Chr.                                                                       |
| 98   | Homer                        | epischer Dichter |
| 99   | Justinian I.                 | Römischer Kaiser; eroberte das Mittelmeerimperium zurück; beschleunigte das katholisch-monophysitische Schisma                                      |
| 100  | Mahavira                     | Begründer des Jainismus |